# 1223
1223 (MCCXXIII) je bilo navadno leto, ki se je po julijanskem koledarju začelo na nedeljo.

## Dogodki
- 25. marec - Umrlega portugalskega kralja Alfonza II. nasledi sin Sančo II.
- 27. marec - Umrlega okcitanskega grofa Foixa in borca proti križarjem Rajmonda-Rogerja nasledi sin Roger-Bernard II.
- 8. maj - Severnonemški grof Schwerina Henrik I. z drznim podvigom ugrabi danskega kralja Valdemarja II. in kronskega princa, ki sta brez oboroženega spremstva lovila na otoku Lyø. Henrik I. zahteva v zameno za izpustitev vrnitev Holsteina, ki si ga je Valdemar II. prisvojil 20 let nazaj. 1225 ↔
- 31. maj - bitka na Kalki: mongolska ekspedicijska vojska pod vodstvom generalov Džebeja in Subedeja porazi koalicijo kneževin Kijevske Rusije in stepskih Kumanov. Po zmagi se mongolska vojska vrne v osrednjo Azijo in se priključi glavnini pod vodstvom Džingiskana, ki nagradi oba voditelja izvidniške ekspedicije. Med več kot 50.000 žrtvami kijevske koalicije sta voditelja:
  - černigovski knez Mstislav II. Svjatoslavič (ubit v boju). Nasledi ga Mihael Vsevolodovič.
  - kijevski veliki knez Mstislav III. (usmrčen kot vojni ujetnik). Nasledi ga Konstantin Vsevolodovič.

- 14. julij - Umrlega francoskega kralja Filipa II. nasledi sin Ludvik VIII.
- 6. avgust - Reims: kronanje Ludvika VIII. za novega francoskega kralja.
- Po več mesecih muk zaradi hudih ran zadanih v boju z Mongoli umre gruzijski kralj Jurij IV.. Nasledi ga sestra Rusudan.
- 29. november - Papež Honorij III. s papeško bulo Solet annuere odobri vodilo Frančiška Asiškega.↓
- 25. december → Osrednja Italija: Frančišek Asiški postavi skupaj s svojimi sledilci žive božične jasli v jami blizu kraja Greccio.

Neznan datum
- Umrlega grofa Sanča Provansalskega nasledi sin Nuño Sánchez.
- Spodletel poskus sicilske flote osvojitve otoka Džerba na obali Tunizije. S tem je zamrla ambicija sicilskega kralja Friderika Hohenstaufna, da bi obnovil italonormansko Afriško kraljestvo.
- Med eno od bitk z džurčenskim cesarstvom Jin je smrtno ranjen mongolski general Mukali.
- Jeruzalemski kralj Ivan Briennski se poda na pot v Evropo. Sreča se s papežem Honorijem III. in rimsko-nemškim cesarjem Friderikom Hohenstaufnom, ki mu v zakon obljubi hčer Jolando. 1225 ↔

## Rojstva
- 19. julij - Bajbars, mameluški sultan Egipta in Sirije († 1277)

Neznan datum
- Eleanora Provansalska, angleška kraljica († 1291)
- Friderik Antiohijski, gibelinski vojskovodja, nezakonski sin Friderika II. Hohenstaufna († 1256)
- Friderik Kastiljski, infante, vojaški najemnik († 1277)
- Gvido I. da Montefeltro, italijanski vojskovodja, vladar Urbina, gibelin († 1298)
- Harald Olafsson, kralj otoka Man s Hebridi († 1248)
- Hugh le Despencer, angleški plemič, 1. baron le Despencer, upornik († 1265)
- Llywelyn Zadnji, valižanski princ († 1282)
- Mihael VIII. Paleolog, bizantinski cesar, ustanovitelj dinastije Paleologov († 1282)
- Ičijo Sanecune, japonski plemič, ustanovitelj regentske hiše Ičjo († 1284)
- Štefan Uroš I., srbski kralj († 1277)
- Vaišvilkas, veliki litovski knez  († 1267)

## Smrti
- 8. marec - Wincenty Kadłubek, poljski nadškof, zgodovinar, svetnik (* 1161)
- 25. marec - Alfonz II., portugalski kralj (* 1185)
- 27. marec - Rajmond-Roger, grof Foixa
- 31. maj - Mstislav III., kijevski veliki knez
- 7. julij - Ibn Kudama Al-Makdisi, islamski učenjak in pravnik (* 1147)
- 14. julij - Filip II., francoski kralj (* 1165)

Neznam datum
- Alamanda de Castelnau, okcitanska trubadurka
- Gerallt Gymro, valižanski kronist (* 1146)
- Jurij IV., gruzijski kralj (* 1191)
- Margareta Ogrska, princesa, bizantinska cesarica (* 1175)
- Mukali, mongolski general (* 1170)
- Sančo Provansalski, grof (* 1161)
- Unkei, japonski kipar (* 1150)